# Logenhaus Flensburg

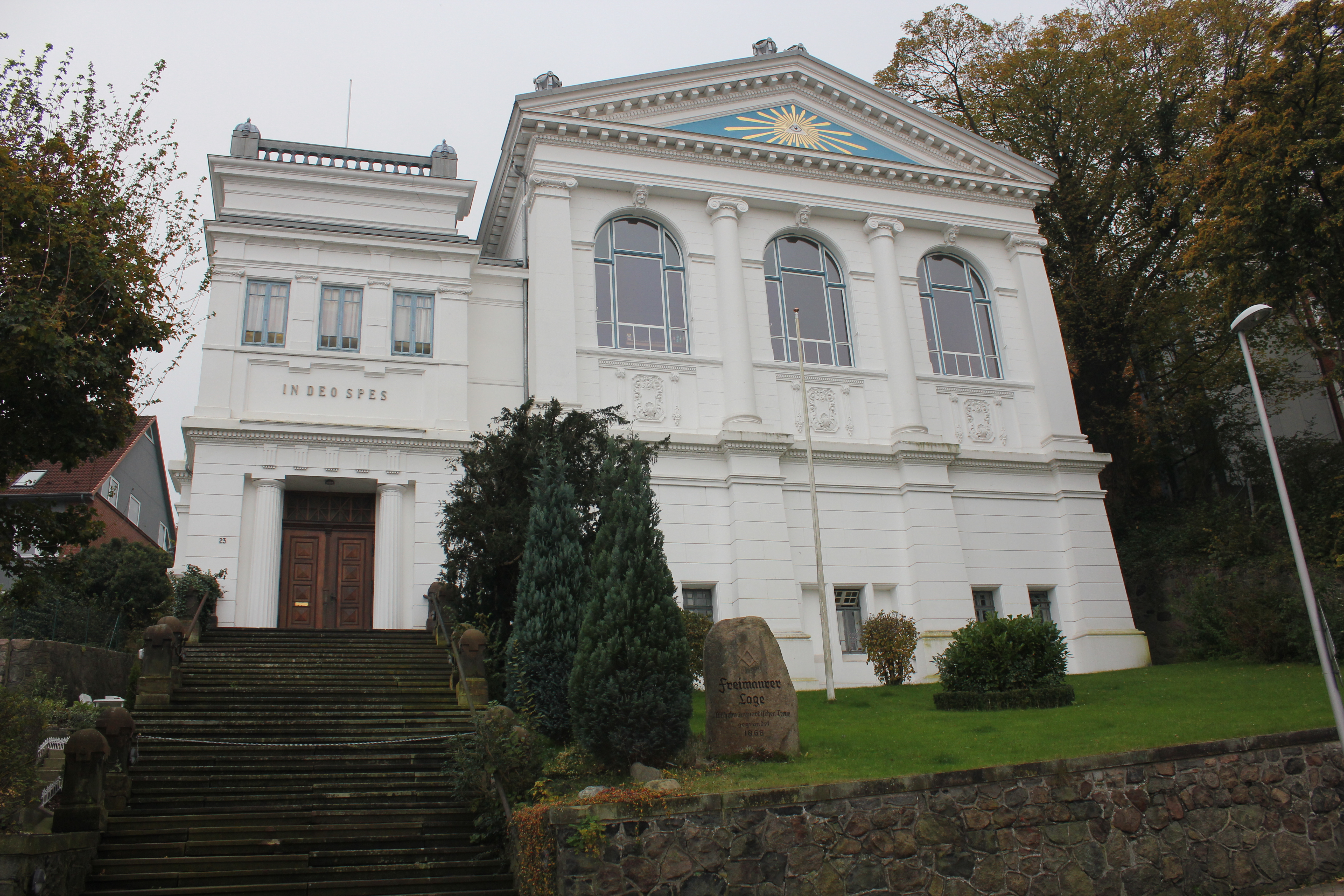
Nordergraben 23

Das Logenhaus Flensburg befindet sich auf dem Museumsberg in Flensburg am Nordergraben 23. Das Kulturdenkmal dient heute der Freimaurerei Flensburgs.
Es wurde in den Jahren 1902 bis 1903 erbaut. Auftraggeber war die zu den Freimaurern zählende Loge „Wilhelm zur nordischen Treue“. Die Pläne stammen vom Logenbruder Magnus Schlichting aus Neumünster. Zu den Stiftern zählte insbesondere der Reeder Heinrich Schuldt. Die Grundsteinlegung war am 24. Juni 1902, dem Johannistag, der in der Freimaurerei eine Rolle spielt. In den Jahren zuvor hatten die Flensburger Logen in der benachbarten Gartenwirtschaft „Bellevue“ getagt. Kurz darauf entstand auch das Flensburger Guttempler-Logenhaus in der Schloßstraße, das jedoch mit den Freimaurern nichts zu tun hat, sondern mit den sogenannten Guttemplern.
Die Gestapo besetzte 1934 das Haus; es wurde später an die Stadt verkauft. Es folgten Nutzungen als Lager, als Heimatmuseum, als Luftschutzkeller während der Luftangriffe auf Flensburg sowie 1946–47 als Polizeipräsidium (vgl. Polizeidirektion Flensburg). Das Haus wurde im Dezember 1950 bei weiterer teilweiser Nutzung durch die Stadt zurückübertragen, die Nutzung als Museum endete 1955. 1974 erfolgte die Übergabe an die Große Landesloge der Freimaurer von Deutschland wegen der Kostenbelastung.